# Martha Lundholm
Lilly Martha Matilda Lundholm, född Holm 24 november 1893 i Stockholm, död 27 december 1988 i Kungsholms församling i Stockholm, var en svensk skådespelare, regissör och teaterchef.
Lundholm studerade teater i Berlin och Wien, blev teaterledare 1929 och var åren 1936–1952 teaterchef och regissör på Vasateatern i Stockholm.
Hon var sedan 1923 gift med skådespelaren och teaterchefen Hjalmar Lundholm. De är begravda på Norra begravningsplatsen utanför Stockholm.

## Teater

### Regi (ej komplett)
| År   | Produktion                                         | Upphovsmän                                                   | Teater                         |
| ---- | -------------------------------------------------- | ------------------------------------------------------------ | ------------------------------ |
| 1935 | Den lilla butiken Penz nem minden                  | Ladislaus Bus-Fekete                                         | Martha Lundholms turnésällskap |
| 1935 | De förbaskade pengarna Das verfl... Geld           | Carl Rössler                                                 | Martha Lundholms turnésällskap |
| 1935 | Din nästas fästmö Just Married                     | Adelaide Matthews och Ann Nichols                            | Martha Lundholms turnésällskap |
| 1936 | Vildanden                                          | Henrik Ibsen                                                 | Vasateatern                    |
| 1937 | Min son ministern                                  | André Birabeau                                               | Vasateatern                    |
| 1937 | Vår egen tid                                       | Leck Fischer                                                 | Vasateatern                    |
| 1937 | I kärlek BC                                        | Ladislaus Bus-Fekete                                         | Vasateatern                    |
| 1938 | De 2 Thompson                                      | Serck Rogers                                                 | Vasateatern                    |
| 1938 | Lille Purtzels flygfärd                            | Edit Heinrich                                                | Vasateatern                    |
| 1939 | Kungens komedi                                     | Oscar Rydqvist                                               | Vasateatern                    |
| 1939 | Christian                                          | Yvan Noé                                                     | Vasateatern                    |
| 1939 | Konserten Das Konzert                              | Hermann Bahr                                                 | Vasateatern                    |
| 1940 | Den gamla visar sina medaljer                      | J. M. Barrie                                                 | Vasateatern                    |
| 1940 | Fågel Fenix                                        | Kaj Munk                                                     | Vasateatern                    |
| 1940 | Eldprovet                                          | Henri Kistemaeker                                            | Vasateatern                    |
| 1940 | Idag blir igår                                     | Martha Lundholm                                              | Vasateatern                    |
| 1941 | Han som kom till middag The Man Who Came to Dinner | George S. Kaufman och Moss Hart                              | Vasateatern                    |
| 1941 | Kan man lita på Peter? Feleség                     | Johann von Bokay Översättning Gösta Rybrant                  | Vasateatern                    |
| 1942 | Flykten från Paris                                 | Lo Håkansson                                                 | Vasateatern                    |
| 1942 | Lille Eyolf                                        | Henrik Ibsen                                                 | Vasateatern                    |
| 1943 | Den okuvliga Mr Bunting                            | Robert Greenwood                                             | Vasateatern                    |
| 1944 | Teater Larger Than Life                            | W. Somerset Maugham                                          | Vasateatern                    |
| 1944 | Rebecca                                            | Daphne du Maurier                                            | Vasateatern                    |
| 1944 | Solsken då och då While The Sun Shines             | Terence Rattigan                                             | Vasateatern                    |
| 1946 | Morgondagens värld Tomorrow the World              | James Gow och Arnaud d'Usseau                                | Vasateatern                    |
| 1946 | Aldrig en kvinna                                   | Ivan Oljelund                                                | Vasateatern                    |
| 1946 | Doris                                              | Marcel Thiébaut                                              | Vasateatern                    |
| 1947 | Solfjädern Lady Windermere's Fan                   | Oscar Wilde                                                  | Vasateatern                    |
| 1948 | Kärlekens komedi Kjærlighedens Komedie             | Henrik Ibsen                                                 | Vasateatern                    |
| 1948 | Gröna hissen Fair and Warmer                       | Avery Hopwood                                                | Vasateatern                    |
| 1949 | Kiki                                               | André Picard                                                 | Vasateatern                    |
| 1949 | Inte för Er, mina damer                            | Sacha Guitry                                                 | Vasateatern                    |
| 1949 | Harvey                                             | Mary Chase                                                   | Vasateatern                    |
| 1950 | Ungkarlsmamman Les Enfants d'Édouard               | Marc-Gilbert Sauvajan och Fred Jackson                       | Vasateatern                    |
| 1951 | Inte för er, mina damer N´ecoutez pas, Mesdames    | Sacha Guitry                                                 | Vasateatern                    |
| 1951 | Vem är Sylvia? Who Is Sylvia                       | Terence Rattigan Översättning Lennart Lagerwall              | Vasateatern                    |
| 1952 | Regn Rain                                          | John Colton och Clemence Randolph Översättning Nils Holmberg | Vasateatern                    |

### Roller (ej komplett)
| År   | Roll          | Produktion                                               | Regi            | Teater                         |
| ---- | ------------- | -------------------------------------------------------- | --------------- | ------------------------------ |
| 1935 | Generalsänkan | Den lilla butiken (Penz nem minden) Ladislaus Bus-Fekete | Martha Lundholm | Martha Lundholms turnésällskap |
| 1936 | Fru Sörby     | Vildanden Henrik Ibsen                                   | Martha Lundholm | Vasateatern                    |
| 1937 | Mona Courtois | Min son ministern André Birabeau                         | Martha Lundholm | Vasateatern                    |
| 1937 | Anna          | Vår egen tid Leck Fischer                                | Martha Lundholm | Vasateatern                    |
| 1938 | Elsa          | De 2 Thompson Serck Rogers                               | Martha Lundholm | Vasateatern                    |
| 1940 | Mrs Mickleham | Den gamla visar sina medaljer J. M. Barrie               | Martha Lundholm | Vasateatern                    |
| 1940 | Mamman        | Mammas förflutna Paul Osborn                             |                 | Vasateatern                    |
| 1946 | En gammal dam | Doris Marcel Thiébaut                                    | Martha Lundholm | Vasateatern                    |
| 1951 | Caroline      | Vem är Sylvia? (Who Is Sylvia) Terence Rattigan          | Martha Lundholm | Vasateatern                    |

### Fotnoter
1. ↑  Sveriges Dödbok 1901–2009, DVD-ROM, Version 5.00, Sveriges Släktforskarförbund (2010).
2. ↑  SvenskaGravar
3. 1 2 3 4  ”Teater Musik Film: Sommarteater”. Dagens Nyheter:  s. 9. 21 maj 1935. https://arkivet.dn.se/tidning/1935-05-21/137/9. Läst 24 januari 2021.
4. ↑  ”Vasateaterns premiär”. Dagens Nyheter:  s. 4. 24 februari 1937. http://arkivet.dn.se/arkivet/tidning/1937-02-24/53/4. Läst 10 januari 2016.
5. 1 2  Teateralmanack 1938 i Svenska Dagbladets Årsbok – händelserna 1938 (1939) s. 185
6. 1 2  ”De 2 Thompson”. Musikverket. http://calmview.musikverk.se/CalmView/Record.aspx?src=CalmView.Performance&id=PERF14228&pos=2. Läst 5 juli 2015.
7. ↑  ”Vasateaterns premiär”. Dagens Nyheter:  s. 12. 28 oktober. http://arkivet.dn.se/arkivet/tidning/1943-10-28/293/12. Läst 25 augusti 2015.
8. ↑  Jan Olof Olsson (19 februari 1949). ”Teater Musik Film: 'Kiki' på Vasan”. Dagens Nyheter:  s. 7. http://arkivet.dn.se/arkivet/tidning/1949-02-19/48/7. Läst 16 april 2016.
9. ↑  ”Vem är Sylvia?”. Musikverket. http://calmview.musikverk.se/CalmView/Record.aspx?src=CalmView.Performance&id=PERF14167&pos=458. Läst 4 maj 2016.
10. ↑  ”Regn”. Musikverket. http://calmview.musikverk.se/CalmView/Record.aspx?src=CalmView.Performance&id=PERF14159&pos=459. Läst 4 maj 2016.
11. ↑  ”Vildanden”. Musikverket. http://calmview.musikverk.se/CalmView/Record.aspx?src=CalmView.Performance&id=PERF14224&pos=397. Läst 30 april 2016.
12. ↑  ”Teater Musik Film: Vasateatern”. Dagens Nyheter:  s. 8. 23 februari 1937. http://arkivet.dn.se/arkivet/tidning/1937-02-23/52/8. Läst 10 januari 2016.
13. ↑  ”Vår egen tid”. Musikverket. http://calmview.musikverk.se/CalmView/Record.aspx?src=CalmView.Performance&id=PERF14225&pos=401. Läst 30 april 2016.
14. ↑  ”Den gamla visar sina medaljer”. Musikverket. http://calmview.musikverk.se/CalmView/Record.aspx?src=CalmView.Performance&id=PERF14271&pos=413. Läst 29 april 2016.
15. ↑  Oscar Rydqvist (6 oktober 1940). ”Teater, Musik, Film”. Dagens Nyheter:  s. 9. http://arkivet.dn.se/arkivet/tidning/1940-10-06/274/9. Läst 26 augusti 2015.
16. ↑  ”Doris”. Musikverket. http://calmview.musikverk.se/CalmView/Record.aspx?src=CalmView.Performance&id=PERF14096&pos=443. Läst 5 maj 2016.
17. ↑  ”Vem är Sylvia?”. Musikverket. http://calmview.musikverk.se/CalmView/Record.aspx?src=CalmView.Performance&id=PERF14167&pos=458. Läst 4 maj 2016.